# Trilogia di Fionavar
La Trilogia di Fionavar (The Fionavar Tapestry) è una trilogia di romanzi fantasy scritta da Guy Gavriel Kay pubblicata in inglese dal 1984 al 1986.

## Opere
- L'albero dell'estate, precedentemente tradotto come La strada dei re, 1993 (The Summer Tree, 1984)
- La fiamma errabonda, precedentemente tradotto come La via del fuoco, 1993 (The Wandering Fire, 1986)
- La strada più oscura, precedentemente tradotto come Il sentiero della notte, 1994 (The Darkest Road, 1986).

## Trama
La storia è ambientata in parte nel nostro mondo e in parte nell'immaginario mondo di Fionavar. I protagonisti sono cinque studenti dell'Università di Toronto che vengono trasportati dal mago Loren Manto d'Argento in quello che viene definito “il primo di tutti i mondi”. Lo scopo del viaggio è festeggiare i cinquant'anni di sovranità di Ailell sul Regno di Brennin. Ben presto i cinque si trovano coinvolti in una lotta contro Rakoth Maugrim il Distruttore, imprigionato mille anni prima sotto il monte Rangat al termine di una guerra che ha visto combattere fianco a fianco contro l'Oscuro Signore i regni umani di Brennin e Cathal, il popolo delle pianure denominato Dalrei, i lios alfar di Daniloth e i nani di Eridu.
Kimberly Ford, una tranquilla e sensibile studentessa di medicina, diventerà la veggente di Brennin grazie a un anello magico, il Baelrath, donatole da Ysanne e si troverà a dover affrontare scelte molto difficili che cambieranno per sempre le persone, e i popoli, su cui lei imporrà la sua volontà.
Kevin Laine, un brillante studente di giurisprudenza, rivivrà in parte il mito orientale di Attis, amato dalla dea Cibele di un amore che non lascia spazio ad altro, con il preciso scopo di guarire le ferite della terra – in questo caso provocate dall'intervento magico di Rakoth – e di ridarle fecondità.
Jennifer Lowell, amica di Kimberly e già fidanzata di Kevin, bella e riservata, verrà rapita e ripetutamente stuprata da Rakoth, e solo l'intervento di Kim e la forza della magia del Baelrath riusciranno a liberarla e a strapparla da morte certa. In seguito Jennifer partorirà un Andain, il figlio di un dio e di una mortale, e lo chiamerà Darien. Come tutti gli Andain Darien crescerà molto in fretta e a lui sarà affidata la scelta più difficile di tutta la storia. Quanto a Jennifer, si scoprirà che è un'incarnazione di Ginevra. La sua storia sarà quindi incentrata sulla riproposizione del tragico triangolo d'amore che l'ha vista legarsi a Lancillotto nonostante fosse già sposata con Artù, triangolo visto dall'autore come una punizione per la strage di neonati compiuta dal giovane sovrano all'inizio del suo regno.
Dave Martyniuk, studente di giurisprudenza dal fisico atletico ma molto riservato, all'inizio del viaggio si troverà isolato dagli altri membri del gruppo e dovrà adattarsi alla vita dei Dalrei, fra cui diventerà un valido guerriero.
Paul Schafer, molto intelligente, porta dentro di sé la ferita di aver provocato la morte della sua fidanzata Rachel in un incidente d'auto e per questo cerca la morte. La sua scelta di farsi legare all'Albero dei re avrà risultati inaspettati che lo accosteranno alla figura di Odino.
Tutti loro insieme agli abitanti di Fionavar, i figli di Ailell Aileron e Diarmuid, il mago Loren Manto d'argento e la sua sorgente di magia, il nano Matt Soren, la sacerdotessa della dea Madre Jaelle, i bambini Finn e Leila, il re del Cathal Shalhassan e sua figlia Sharra, i Dalrei Ivor, Leith, Levon, Liane, Tabor, Gereint e Torc combatteranno per impedire a Rakoth di dominare il mondo di Fionavar e insieme a Fionavar tutti gli altri mondi.

## Temi
Fra i temi principali della saga vi è il libero arbitrio. La decisione di Jennifer di non legare Darien a sé ma di fargli compiere le sue scelte, quella di Finn di seguire la strada più lunga, l'accettazione da parte di Paul e Kevin di sacrificarsi in storie che hanno radici molto antiche, la serie di scelte difficili compiute da Kim, il rifiuto di Diarmuid di lasciare che lo stesso dramma continui a ripetersi prendendo su di sé il fato in teoria destinato ad un altro sono tutti momenti intensi che marcano profondamente i personaggi e la storia.
Altro tema importante è la possibilità di perdonare e di essere perdonati, esemplificato soprattutto nella vicenda di Ginevra, Artù e Lancillotto ma anche in Galadan, il signore dei lupi che per molto tempo ha combattuto a fianco di Rakoth, pur avendo scopi diversi, per la sua incapacità a perdonare quanto accaduto molti secoli prima a Lisen.
Infine vi è l'importanza del potere e il prezzo che bisogna pagare, o che altri devono pagare, per lui. Il caso più evidente si trova nel legame fra mago e sorgente: un mago è forte tanto quanto è forte la sua sorgente. Le conoscenze le ha il mago, ma la forza viene data dalla sorgente che risente di ogni magia compiuta. Anche nel caso di Kim è lei a detenere il potere ma sono coloro che la circondano a pagarne il prezzo, e vista la sua sensibilità spesso si tratta di un prezzo che le costa molto dover pagare.

## Miti e leggende
Kay, che ha collaborato con Christopher Tolkien alla revisione del Silmarillion, conosceva molto bene le opere di J. R. R. Tolkien. Il suo intento però era mostrare che era possibile scrivere una storia epica non imitando Tolkien ma andando ad attingere alle sue stesse radici, all'interno degli antichi miti.
Fra le storie chiaramente riconoscibili, oltre al triangolo Artù-Ginevra-Lancillotto c'è la vicenda di Elaine, che si innamora di Lancillotto e muore di crepacuore dopo la sua partenza, riecheggiata da Leise della Marca del Cigno.
L'albero dei re a cui viene legato Paul è chiaramente modellato su Yggdrasill, l'albero del mondo della mitologia norrena, e Paul stesso richiama Odino. Come Odino, anche Paul sarà in seguito affiancato dai corvi Huginn e Muninn, pensiero e memoria.
Il calderone di Khath Meigol con il suo potere di resurrezione richiama il calderone di Annwn della mitologia celtica, mentre dalla mitologia irlandese provengono Macha e Nemain, le dee della guerra. La caccia selvaggia è un altro motivo frequente delle mitologie del Nord Europa.

## Seguiti
Anche se strettamente parlando non è un seguito perché la storia è ambientata totalmente nel nostro mondo e si focalizza su temi diversi, in Ysabel compaiono come personaggi secondari due dei protagonisti della Trilogia di Fionavar, Kimberly Ford e Dave Martyniuk.

## Riconoscimenti
Nel 1985 La via dei re è stato finalista al Mythopoeic Fantasy Award for Adult Literature. Nel 1987 La via del fuoco ha vinto i premi Aurora, per il miglior romanzo in lingua inglese, e Casper, per il miglior romanzo di fiction speculativa.

## Edizioni italiane
- Massimo Scorsone (a cura di), L'arazzo di Fionavar, traduzione di Riccardo Valla, Linda De Angelis, Mondadori, 2022, ISBN 9788804745037.